# Irlandia na Letnich Igrzyskach Olimpijskich 2016
Irlandia na Letnich Igrzyskach Olimpijskich 2016 – występ kadry sportowców reprezentujących Irlandię na igrzyskach olimpijskich w Rio de Janeiro. Reprezentacja liczyła 76 zawodników – 50 mężczyzn i 26 kobiet.
Był to dwudziesty pierwszy start reprezentacji Irlandii na letnich igrzyskach olimpijskich.

## Zdobyte medale
| Medal  | Zawodnik                      | Dyscyplina  | Konkurencja                  | Rezultat | Data        | Źródło            |
| ------ | ----------------------------- | ----------- | ---------------------------- | -------- | ----------- | ----------------- |
| Srebro | Gary O’Donovan Paul O’Donovan | Wioślarstwo | dwójka podwójna wagi lekkiej | 6:31,23  | 12 sierpnia | [ 2 ] [ 3 ] [ 4 ] |
| Srebro | Annalise Murphy               | Żeglarstwo  | laser radial                 | 67 pkt.  | 16 sierpnia | [ 5 ] [ 6 ] [ 7 ] |

## Reprezentanci

### Badminton
Mężczyźni
| Zawodnik    | Konkurencja             | Faza grupowa                       | Faza grupowa                          | Faza grupowa | Eliminacje                   | Ćwierćfinał       | Półfinał          | Finał             | Finał   | Źródło             |
| Zawodnik    | Konkurencja             | Przeciwnik Punkty                  | Przeciwnik Punkty                     | Miejsce      | Przeciwnik Punkty            | Przeciwnik Punkty | Przeciwnik Punkty | Przeciwnik Punkty | Miejsce | Źródło             |
| ----------- | ----------------------- | ---------------------------------- | ------------------------------------- | ------------ | ---------------------------- | ----------------- | ----------------- | ----------------- | ------- | ------------------ |
| Scott Evans | gra pojedyncza mężczyzn | Zwiebler W 2-1 (9-21, 21-17, 21-7) | de Oliveira W 2-1 (21-8, 19-21, 21-8) | 1.           | Axelsen P 0-2 (16-21, 12-21) | NQ                | NQ                | NQ                | NQ      | [ 8 ] [ 9 ] [ 10 ] |

Kobiety
| Zawodniczka | Konkurencja           | Faza grupowa             | Faza grupowa                  | Faza grupowa | Eliminacje           | Ćwierćfinał          | Półfinał             | Finał                | Finał   | Źródło               |
| Zawodniczka | Konkurencja           | Przeciwniczka Punkty     | Przeciwniczka Punkty          | Miejsce      | Przeciwniczka Punkty | Przeciwniczka Punkty | Przeciwniczka Punkty | Przeciwniczka Punkty | Miejsce | Źródło               |
| ----------- | --------------------- | ------------------------ | ----------------------------- | ------------ | -------------------- | -------------------- | -------------------- | -------------------- | ------- | -------------------- |
| Chloe Magee | gra pojedyncza kobiet | Wang P 0-2 (7-21, 12-21) | Schnaase P 0-2 (14-21, 19-21) | 3.           | NQ                   | NQ                   | NQ                   | NQ                   | NQ      | [ 11 ] [ 12 ] [ 13 ] |

### Boks
Mężczyźni
| Zawodnik         | Konkurencja     | 1/16             | 1/8              | Ćwierćfinał      | Półfinał         | Finał            | Finał   | Źródło               |
| Zawodnik         | Konkurencja     | Przeciwnik Wynik | Przeciwnik Wynik | Przeciwnik Wynik | Przeciwnik Wynik | Przeciwnik Wynik | Miejsce | Źródło               |
| ---------------- | --------------- | ---------------- | ---------------- | ---------------- | ---------------- | ---------------- | ------- | -------------------- |
| Paddy Barnes     | waga papierowa  | BYE              | Carmona P 1-2    | NQ               | NQ               | NQ               | 9.      | [ 14 ] [ 15 ] [ 16 ] |
| Brendan Irvine   | waga musza      | Zoirov P 0-3     | NQ               | NQ               | NQ               | NQ               | 17.     | [ 17 ] [ 18 ] [ 19 ] |
| Michael Conlan   | waga kogucia    | BYE              | Avagyan W 3-0    | Nikitin P 0-3    | NQ               | NQ               | 5.      | [ 20 ] [ 21 ] [ 22 ] |
| David Joyce      | waga lekka      | Allisop W 3-0    | Sielimow P 0-3   | NQ               | NQ               | NQ               | 9.      | [ 23 ] [ 24 ] [ 25 ] |
| Steven Donnelly  | waga półśrednia | Kedache W 3-0    | Tüvshinbat W 2-1 | Rabii P 1-2      | NQ               | NQ               | 5.      | [ 26 ] [ 27 ] [ 28 ] |
| Michael O’Reilly | waga średnia    | BYE              | Rodríguez P WO   | NQ               | NQ               | NQ               | 9.      | [ 29 ] [ 30 ] [ 31 ] |
| Joe Ward         | waga półciężka  | BYE              | Mina P 1-2       | NQ               | NQ               | NQ               | 9.      | [ 32 ] [ 33 ] [ 34 ] |

Kobiety
| Zawodniczka  | Konkurencja | 1/8                 | Ćwierćfinał         | Półfinał            | Finał               | Finał   | Źródło               |
| Zawodniczka  | Konkurencja | Przeciwniczka Wynik | Przeciwniczka Wynik | Przeciwniczka Wynik | Przeciwniczka Wynik | Miejsce | Źródło               |
| ------------ | ----------- | ------------------- | ------------------- | ------------------- | ------------------- | ------- | -------------------- |
| Katie Taylor | waga lekka  | BYE                 | Potkonen P 1-2      | NQ                  | NQ                  | 5.      | [ 35 ] [ 36 ] [ 37 ] |

### Gimnastyka

#### Gimnastyka sportowa
Mężczyźni
| Zawodnik     | Konkurencja           | Kwalifikacje | Kwalifikacje | Kwalifikacje | Kwalifikacje | Kwalifikacje | Kwalifikacje | Kwalifikacje | Kwalifikacje | Finał    | Finał    | Finał    | Finał    | Finał    | Finał    | Finał | Finał   | Źródło        |
| Zawodnik     | Konkurencja           | Przyrząd     | Przyrząd     | Przyrząd     | Przyrząd     | Przyrząd     | Przyrząd     | Razem        | Miejsce      | Przyrząd | Przyrząd | Przyrząd | Przyrząd | Przyrząd | Przyrząd | Razem | Miejsce | Źródło        |
| Zawodnik     | Konkurencja           | F            | PH           | R            | V            | PB           | HB           | Razem        | Miejsce      | F        | PH       | R        | V        | PB       | HB       | Razem | Miejsce | Źródło        |
| ------------ | --------------------- | ------------ | ------------ | ------------ | ------------ | ------------ | ------------ | ------------ | ------------ | -------- | -------- | -------- | -------- | -------- | -------- | ----- | ------- | ------------- |
| Kieran Behan | wielobój indywidualny | 14,333       | 12,866       | 14,133       | 14,300       | 14,000       | 13,600       | 82,232       | 38.          | NQ       | NQ       | NQ       | NQ       | NQ       | NQ       | NQ    | NQ      | [ 38 ] [ 39 ] |

Kobiety
| Zawodniczka    | Konkurencja           | Kwalifikacje | Kwalifikacje | Kwalifikacje | Kwalifikacje | Kwalifikacje | Kwalifikacje | Finał    | Finał    | Finał    | Finał    | Finał | Finał   | Źródło        |
| Zawodniczka    | Konkurencja           | Przyrząd     | Przyrząd     | Przyrząd     | Przyrząd     | Razem        | Miejsce      | Przyrząd | Przyrząd | Przyrząd | Przyrząd | Razem | Miejsce | Źródło        |
| Zawodniczka    | Konkurencja           | V            | UB           | BB           | F            | Razem        | Miejsce      | V        | UB       | BB       | F        | Razem | Miejsce | Źródło        |
| -------------- | --------------------- | ------------ | ------------ | ------------ | ------------ | ------------ | ------------ | -------- | -------- | -------- | -------- | ----- | ------- | ------------- |
| Ellis O’Reilly | wielobój indywidualny | 13,266       | 12,300       | 10,700       | 11,666       | 48,732       | 57.          | NQ       | NQ       | NQ       | NQ       | NQ    | NQ      | [ 40 ] [ 41 ] |

### Golf
| Zawodnik           | Konkurencja | Runda 1 | Runda 2 | Runda 3 | Runda 4 | Razem  | Razem       | Razem   | Źródło               |
| Zawodnik           | Konkurencja | Punkty  | Punkty  | Punkty  | Punkty  | Punkty | Poniżej par | Pozycja | Źródło               |
| ------------------ | ----------- | ------- | ------- | ------- | ------- | ------ | ----------- | ------- | -------------------- |
| Pádraig Harrington | mężczyźni   | 70      | 71      | 67      | 73      | 281    | −3          | =21.    | [ 42 ] [ 43 ] [ 44 ] |
| Séamus Power       | mężczyźni   | 71      | 67      | 74      | 67      | 279    | –5          | 15.     | [ 42 ] [ 43 ] [ 44 ] |
| Leona Maguire      | kobiety     | 74      | 65      | 74      | 69      | 282    | –2          | =21.    | [ 45 ] [ 46 ]        |
| Stephanie Meadow   | kobiety     | 77      | 66      | 71      | 72      | 286    | – +2        | =31.    | [ 45 ] [ 46 ]        |

### Hokej na trawie

#### Turniej mężczyzn
- Reprezentacja mężczyzn

Trener: Craig Fulton
| - David Harte (k) - John Jackson - Jonathan Bell - Ronan Gormley - Michael Watt - Chris Cargo - Alan Sothern - John Jermyn |  | - Eugene Magee - Peter Caruth - Kirk Shimmins - Shane O’Donoghue - Mitch Darling - Kyle Good - Paul Gleghorne - Conor Harte |

Źródło:
Grupa B
| Drużyna   | M | W | R | P | G+ | G- | G=  | Pkt |
| --------- | - | - | - | - | -- | -- | --- | --- |
| Niemcy    | 5 | 4 | 1 | 0 | 17 | 10 | +7  | 13  |
| Holandia  | 5 | 3 | 1 | 1 | 18 | 6  | +12 | 10  |
| Argentyna | 5 | 2 | 2 | 1 | 14 | 12 | +2  | 8   |
| Indie     | 5 | 2 | 1 | 2 | 9  | 9  | 0   | 7   |
| Irlandia  | 5 | 1 | 0 | 4 | 10 | 16 | -6  | 3   |
| Kanada    | 5 | 0 | 1 | 4 | 7  | 22 | -15 | 1   |

Faza grupowa
| 6 sierpnia 201611:00 | Indie                                           | 3:2 | Irlandia                    | Olympic Hockey Center Sędzia: Murray Grime Paco Vázquez |
| 6 sierpnia 201611:00 | Raghunath 15' (kr) Pal Singh 27' (kr), 49' (kr) | 3:2 | 45' (kr) Shimmins 56' Harte | Olympic Hockey Center Sędzia: Murray Grime Paco Vázquez |
| 6 sierpnia 201611:00 | Sannuvanda 43' · Singh 59'                      | 3:2 |                             | Olympic Hockey Center Sędzia: Murray Grime Paco Vázquez |

| 7 sierpnia 201618:00 | Holandia                                                                          | 5:0 | Irlandia       | Olympic Hockey Center Sędzia: Nathan Stagno Tim Pullman |
| 7 sierpnia 201618:00 | der Weerden 7' (kr), 40' (kr) Croon 8' (kr) Pruyser 42' (kr) Hertzberger 60' (kr) | 5:0 |                | Olympic Hockey Center Sędzia: Nathan Stagno Tim Pullman |
| 7 sierpnia 201618:00 | Kemperman 60'                                                                     | 5:0 | 60' O’Donoghue | Olympic Hockey Center Sędzia: Nathan Stagno Tim Pullman |

| 9 sierpnia 201612:30 | Niemcy                                | 3:2 | Irlandia              | Olympic Hockey Center Sędzia: Marcelo Servetto Lim Hong Zhen |
| 9 sierpnia 201612:30 | Fürste 13' (kr), 38' (kr) Zwicker 42' | 3:2 | 26' Magee 59' Darling | Olympic Hockey Center Sędzia: Marcelo Servetto Lim Hong Zhen |
| 9 sierpnia 201612:30 | Herzbruch 12' · Zwicker 48'           | 3:2 | 48' Sothern           | Olympic Hockey Center Sędzia: Marcelo Servetto Lim Hong Zhen |

| 11 sierpnia 201611:00 | Irlandia                                            | 4:2 | Kanada                                 | Olympic Hockey Center Sędzia: Marcelo Servetto Nathan Stagno |
| 11 sierpnia 201611:00 | O’Donoghue 1' (kr), 28' (kr) Caruth 29' Darling 57' | 4:2 | 37' (50), kr' Tupper                   | Olympic Hockey Center Sędzia: Marcelo Servetto Nathan Stagno |
| 11 sierpnia 201611:00 | Bell 10' · Jermyn 38'                               | 4:2 | 12' Johnston · 15' Curran · 27' Tupper | Olympic Hockey Center Sędzia: Marcelo Servetto Nathan Stagno |

| 12 sierpnia 201619:30 | Irlandia                                           | 2:3 | Argentyna                                         | Olympic Hockey Center Sędzia: Simon Taylor Paco Vázquez |
| 12 sierpnia 201619:30 | Jermyn 25' (kr) O’Donoghue 51' (kr)                | 2:3 | 8' (kr) Saladino 27' (kr), 51' (kr) Peillat       | Olympic Hockey Center Sędzia: Simon Taylor Paco Vázquez |
| 12 sierpnia 201619:30 | Magee 27' · Gleghorne 33' · Jackson 37' · Bell 54' | 2:3 | 8' Vila · 20' Mazzilli · 33' Callioni · 56' Ortiz | Olympic Hockey Center Sędzia: Simon Taylor Paco Vázquez |

### Jeździectwo

#### Skoki przez przeszkody
| Zawodnik       | Koń          | Konkurencja   | Kwalifikacje | Kwalifikacje | Kwalifikacje | Kwalifikacje | Kwalifikacje | Kwalifikacje | Kwalifikacje | Kwalifikacje | Finał   | Finał   | Finał   | Finał   | Finał   | Razem | Razem   | Źródło               |
| Zawodnik       | Koń          | Konkurencja   | Runda 1      | Runda 1      | Runda 2      | Runda 2      | Runda 2      | Runda 3      | Runda 3      | Runda 3      | Runda A | Runda A | Runda B | Runda B | Runda B | Razem | Razem   | Źródło               |
| Zawodnik       | Koń          | Konkurencja   | Kary         | Miejsce      | Kary         | Łącznie      | Miejsce      | Kary         | Łącznie      | Miejsce      | Kary    | Miejsce | Kary    | Łącznie | Miejsce | Kary  | Miejsce | Źródło               |
| -------------- | ------------ | ------------- | ------------ | ------------ | ------------ | ------------ | ------------ | ------------ | ------------ | ------------ | ------- | ------- | ------- | ------- | ------- | ----- | ------- | -------------------- |
| Greg Broderick | Going Global | indywidualnie | 8            | =53. Q       | 5            | 13           | 50.          | NQ           | NQ           | NQ           | NQ      | NQ      | NQ      | NQ      | NQ      | NQ    | NQ      | [ 53 ] [ 54 ] [ 55 ] |

#### Ujeżdżenie
| Zawodnik      | Koń         | Konkurencja   | Grand Prix | Grand Prix | Grand Prix Special | Grand Prix Special | Grand Prix Freestyle | Grand Prix Freestyle | Razem  | Razem   | Źródło               |
| Zawodnik      | Koń         | Konkurencja   | Punkty     | Pozycja    | Punkty             | Pozycja            | Technika             | Artystyka            | Punkty | Pozycja | Źródło               |
| ------------- | ----------- | ------------- | ---------- | ---------- | ------------------ | ------------------ | -------------------- | -------------------- | ------ | ------- | -------------------- |
| Judy Reynolds | Vancouver K | indywidualnie | 74,700     | 21. Q      | 74,090             | 17. Q              | 72,250               | 79,143               | 75,696 | 18.     | [ 56 ] [ 57 ] [ 58 ] |

#### WKKW
| Zawodnik                                            | Koń                  | Konkurencja   | Ujeżdżenie | Ujeżdżenie | Próba terenowa | Próba terenowa | Razem  | Razem   | Skoki        | Skoki        | Skoki        | Skoki | Skoki | Skoki   | Łącznie | Łącznie | Źródło               |
| Zawodnik                                            | Koń                  | Konkurencja   | Ujeżdżenie | Ujeżdżenie | Próba terenowa | Próba terenowa | Razem  | Razem   | Kwalifikacje | Kwalifikacje | Kwalifikacje | Finał | Finał | Finał   | Łącznie | Łącznie | Źródło               |
| Zawodnik                                            | Koń                  | Konkurencja   | Kary       | Miejsce    | Kary           | Miejsce        | Kary   | Miejsce | Kary         | Razem        | Miejsce      | Kary  | Razem | Miejsce | Razem   | Miejsce | Źródło               |
| --------------------------------------------------- | -------------------- | ------------- | ---------- | ---------- | -------------- | -------------- | ------ | ------- | ------------ | ------------ | ------------ | ----- | ----- | ------- | ------- | ------- | -------------------- |
| Clare Abbott                                        | Euro Prince          | indywidualnie | 47,00      | 29.        | 107,90         | 38.            | 112,60 | 38.     | 0,0          | 112,60       | 36.          | NQ    | NQ    | NQ      | 112,60  | 36.     | [ 59 ] [ 60 ] [ 61 ] |
| Jonty Evans                                         | Cooley Rorke’s Drift | indywidualnie | 41,80      | 9.         | 22,80          | 16.            | 64,60  | 16.     | 0,0          | 64,60        | 13. Q        | 0,0   | 64,60 | 9.      | 64,60   | 9.      | [ 59 ] [ 60 ] [ 61 ] |
| Mark Kyle                                           | Herta                | indywidualnie | 50,40      | 45.        | 50,80          | 35.            | 101,20 | 35.     | 8,00         | 109,20       | 33.          | NQ    | NQ    | NQ      | 109,20  | 33.     | [ 59 ] [ 60 ] [ 61 ] |
| Padraig McCarthy                                    | Simon Porloe         | indywidualnie | 46,80      | 26.        | NQ             | NQ             | NQ     | NQ      | NQ           | NQ           | NQ           | NQ    | NQ    | NQ      | NQ      | NQ      | [ 59 ] [ 60 ] [ 61 ] |
| Clare Abbott Jonty Evans Mark Kyle Padraig McCarthy | Patrz wyżej          | drużynowo     | 136,60     | 5.         | 123,80         | 9.             | 278,40 | 9.      | 8,00         | 286,40       | 8.           | —     | —     | —       | 286,40  | 8.      | [ 62 ] [ 63 ] [ 64 ] |

### Kolarstwo

#### Kolarstwo szosowe
Mężczyźni
| Zawodnik      | Konkurencja                | Czas    | Miejsce | Źródło        |
| ------------- | -------------------------- | ------- | ------- | ------------- |
| Daniel Martin | wyścig ze startu wspólnego | 6:13:03 | 13.     | [ 65 ] [ 66 ] |
| Nicolas Roche | wyścig ze startu wspólnego | 6:19:43 | 29.     | [ 65 ] [ 66 ] |

#### Kolarstwo torowe
Kobiety
| Zawodniczka      | Konkurencja | Runda 1 | Repesaż | Runda 2 | Finał   | Źródło        |
| Zawodniczka      | Konkurencja | Pozycja | Pozycja | Pozycja | Pozycja | Źródło        |
| ---------------- | ----------- | ------- | ------- | ------- | ------- | ------------- |
| Shannon McCurley | keirin      | 5. R    | 4.      | NQ      | NQ      | [ 67 ] [ 68 ] |

### Lekkoatletyka
Mężczyźni
Konkurencje biegowe
| Zawodnik         | Konkurencja        | Eliminacje | Eliminacje | Półfinał | Półfinał | Finał   | Finał   | Źródło        |
| Zawodnik         | Konkurencja        | Wynik      | Miejsce    | Wynik    | Miejsce  | Wynik   | Miejsce | Źródło        |
| ---------------- | ------------------ | ---------- | ---------- | -------- | -------- | ------- | ------- | ------------- |
| Mark English     | 800 m              | 1:46,40    | 3. Q       | 1:45,93  | 5.       | NQ      | NQ      | [ 69 ] [ 70 ] |
| Thomas Barr      | 400 m przez płotki | 48,93      | 2. Q       | 48,39    | 1. Q     | 47,97   | 4.      | [ 71 ] [ 72 ] |
| Mick Clohisey    | maraton            | —          | —          | —        | —        | 2:26:34 | 102.    | [ 73 ] [ 74 ] |
| Paul Pollock     | maraton            | —          | —          | —        | —        | 2:16:24 | 32.     | [ 73 ] [ 74 ] |
| Kevin Seaward    | maraton            | —          | —          | —        | —        | 2:20:06 | 64.     | [ 73 ] [ 74 ] |
| Alex Wright      | chód na 20 km      | —          | —          | —        | —        | 1:25:25 | 46.     | [ 75 ] [ 76 ] |
| Alex Wright      | chód na 50 km      | —          | —          | —        | —        | DNF     | DNF     | [ 77 ] [ 78 ] |
| Brendan Boyce    | chód na 50 km      | —          | —          | —        | —        | 3:53:59 | 19.     | [ 77 ] [ 78 ] |
| Robert Heffernan | chód na 50 km      | —          | —          | —        | —        | 3:43:55 | 6.      | [ 77 ] [ 78 ] |

Kobiety
Konkurencje biegowe
| Zawodniczka         | Konkurencja                   | Eliminacje | Eliminacje | Półfinał | Półfinał | Finał   | Finał   | Źródło        |
| Zawodniczka         | Konkurencja                   | Wynik      | Miejsce    | Wynik    | Miejsce  | Wynik   | Miejsce | Źródło        |
| ------------------- | ----------------------------- | ---------- | ---------- | -------- | -------- | ------- | ------- | ------------- |
| Ciara Everard       | bieg na 800 m                 | 2:07,91    | 8.         | NQ       | NQ       | NQ      | NQ      | [ 79 ] [ 80 ] |
| Ciara Mageean       | bieg na 1500 m                | 4:11,51    | 2. Q       | 4:08,07  | 11.      | NQ      | NQ      | [ 81 ] [ 82 ] |
| Fionnuala McCormack | bieg na 10 000 m              | —          | —          | —        | —        | WD      | WD      | [ 83 ] [ 84 ] |
| Breege Connelly     | maraton                       | —          | —          | —        | —        | 2:44:41 | 76.     | [ 85 ] [ 86 ] |
| Lizzie Lee          | maraton                       | —          | —          | —        | —        | 2:39:57 | 57.     | [ 85 ] [ 86 ] |
| Fionnuala McCormack | maraton                       | —          | —          | —        | —        | 2:31:22 | 20.     | [ 85 ] [ 86 ] |
| Michelle Finn       | bieg na 3000 m z przeszkodami | 9:49:45    | 11.        | —        | —        | NQ      | NQ      | [ 87 ] [ 88 ] |
| Kerry O’Flaherty    | bieg na 3000 m z przeszkodami | 9:45:53    | 14.        | —        | —        | NQ      | NQ      | [ 87 ] [ 88 ] |
| Sara Louise Treacy  | bieg na 3000 m z przeszkodami | 9:46:24    | 12. q      | —        | —        | 9:52,70 | 17.     | [ 87 ] [ 88 ] |

Konkurencje techniczne
| Zawodniczka   | Konkurencja   | Eliminacje | Eliminacje | Finał    | Finał   | Źródło        |
| Zawodniczka   | Konkurencja   | Rezultat   | Miejsce    | Rezultat | Miejsce | Źródło        |
| ------------- | ------------- | ---------- | ---------- | -------- | ------- | ------------- |
| Victoria Pena | skok o tyczce | 4,30       | 27.        | NQ       | NQ      | [ 89 ] [ 90 ] |

### Pięciobój nowoczesny
| Zawodnik                | Konkurencja | Szermierka | Szermierka | Szermierka | Pływanie | Pływanie | Pływanie | Jazda konna | Jazda konna | Jazda konna | Kombinacja: strzelanie/bieg przełajowy | Kombinacja: strzelanie/bieg przełajowy | Kombinacja: strzelanie/bieg przełajowy | Suma punktów | Pozycja | Źródło               |
| Zawodnik                | Konkurencja | Wynik      | M.         | Punkty     | Czas     | M.       | Punkty   | Kary        | M.          | Punkty      | Czas                                   | M.                                     | Punkty                                 | Suma punktów | Pozycja | Źródło               |
| ----------------------- | ----------- | ---------- | ---------- | ---------- | -------- | -------- | -------- | ----------- | ----------- | ----------- | -------------------------------------- | -------------------------------------- | -------------------------------------- | ------------ | ------- | -------------------- |
| Arthur Lanigan-O’Keeffe | mężczyźni   | 16-19      | 25.        | 198        | 2:03,03  | 13.      | 331      | 0           | 1.          | 300         | 11:23,96                               | 7.                                     | 617                                    | 1446         | 8.      | [ 91 ] [ 92 ] [ 93 ] |
| Natalya Coyle           | kobiety     | 19-16      | 12.        | 215        | 2:17,38  | 18.      | 288      | 0           | 1.          | 300         | 12:58,13                               | 16.                                    | 522                                    | 1325         | 7.      | [ 94 ] [ 95 ] [ 96 ] |

### Pływanie
Mężczyźni
| Zawodnik       | Konkurencja              | Eliminacje | Eliminacje | Półfinał | Półfinał | Finał | Finał   | Źródło          |
| Zawodnik       | Konkurencja              | Czas       | Miejsce    | Czas     | Miejsce  | Czas  | Miejsce | Źródło          |
| -------------- | ------------------------ | ---------- | ---------- | -------- | -------- | ----- | ------- | --------------- |
| Nicholas Quinn | 100 m stylem klasycznym  | 1:01,29    | 33.        | NQ       | NQ       | NQ    | NQ      | [ 97 ] [ 98 ]   |
| Nicholas Quinn | 200 m stylem klasycznym  | 2:11,67    | 19.        | NQ       | NQ       | NQ    | NQ      | [ 99 ] [ 100 ]  |
| Shane Ryan     | 50 m stylem dowolnym     | 22,88      | 43.        | NQ       | NQ       | NQ    | NQ      | [ 101 ] [ 102 ] |
| Shane Ryan     | 100 m stylem dowolnym    | 48,57      | 40.        | NQ       | NQ       | NQ    | NQ      | [ 103 ] [ 104 ] |
| Shane Ryan     | 100 m stylem grzbietowym | 53,85      | 14. Q      | 54,40    | 16.      | NQ    | NQ      | [ 105 ] [ 106 ] |

Kobiety
| Zawodniczka | Konkurencja             | Eliminacje | Eliminacje | Półfinał | Półfinał | Finał | Finał   | Źródło          |
| Zawodniczka | Konkurencja             | Czas       | Miejsce    | Czas     | Miejsce  | Czas  | Miejsce | Źródło          |
| ----------- | ----------------------- | ---------- | ---------- | -------- | -------- | ----- | ------- | --------------- |
| Fiona Doyle | 100 m stylem klasycznym | 1:07,58    | 20.        | NQ       | NQ       | NQ    | NQ      | [ 107 ] [ 108 ] |
| Fiona Doyle | 200 m stylem klasycznym | 2:29,76    | 25.        | NQ       | NQ       | NQ    | NQ      | [ 109 ] [ 110 ] |

### Skoki do wody
Mężczyźni
| Zawodnik       | Konkurencja                  | Eliminacje | Eliminacje | Półfinał | Półfinał | Finał  | Finał   | Źródło          |
| Zawodnik       | Konkurencja                  | Punkty     | Miejsce    | Punkty   | Miejsce  | Punkty | Miejsce | Źródło          |
| -------------- | ---------------------------- | ---------- | ---------- | -------- | -------- | ------ | ------- | --------------- |
| Oliver Dingley | trampolina 3 m indywidualnie | 399,80     | 13. Q      | 414,25   | 9. Q     | 442,80 | 8.      | [ 111 ] [ 112 ] |

### Triathlon
| Zawodnicy       | Konkurencja | Pływanie (1,5 km) | Zmiana 1 | Jazda na rowerze (40 km) | Zmiana 2 | Bieg (10 km) | Czas    | Pozycja | Źródło          |
| --------------- | ----------- | ----------------- | -------- | ------------------------ | -------- | ------------ | ------- | ------- | --------------- |
| Bryan Keane     | Mężczyźni   | 28:10             | 0:57     | 59:30                    | 0:41     | 32:51        | 1:52:09 | 40.     | [ 113 ] [ 114 ] |
| Aileen Morrison | Kobiety     | 19:19             | 0:54     | 1:04:31                  | 0:42     | 35:48        | 2:01:14 | 21.     | [ 115 ] [ 116 ] |

### Wioślarstwo
Mężczyźni
| Zawodnik                      | Konkurencja                  | Eliminacje | Eliminacje | Repasaż | Repasaż | Ćwierćfinał | Ćwierćfinał | Półfinał | Półfinał | Finał   | Finał   | Pozycja | Źródło            |
| Zawodnik                      | Konkurencja                  | Czas       | Miejsce    | Czas    | Miejsce | Czas        | Miejsce     | Czas     | Miejsce  | Czas    | Miejsce | Pozycja | Źródło            |
| ----------------------------- | ---------------------------- | ---------- | ---------- | ------- | ------- | ----------- | ----------- | -------- | -------- | ------- | ------- | ------- | ----------------- |
| Gary O’Donovan Paul O’Donovan | dwójka podwójna wagi lekkiej | 6:23,72    | 1. S A/B   | BYE     | BYE     | —           | —           | 6:35,70  | 3. FA    | 6:31,23 | 2.      | 2.      | [ 2 ] [ 3 ] [ 4 ] |

Kobiety
| Zawodniczka               | Konkurencja                  | Eliminacje | Eliminacje | Repasaż | Repasaż | Ćwierćfinał | Ćwierćfinał | Półfinał | Półfinał | Finał   | Finał   | Pozycja | Źródło                  |
| Zawodniczka               | Konkurencja                  | Czas       | Miejsce    | Czas    | Miejsce | Czas        | Miejsce     | Czas     | Miejsce  | Czas    | Miejsce | Pozycja | Źródło                  |
| ------------------------- | ---------------------------- | ---------- | ---------- | ------- | ------- | ----------- | ----------- | -------- | -------- | ------- | ------- | ------- | ----------------------- |
| Sanita Pušpure            | jedynka                      | 9:11,45    | 2. QF      | BYE     | BYE     | 7:28,68     | 4. S C/D    | 7:53,48  | 2. FC    | 7:27,60 | 1.      | 13.     | [ 117 ] [ 118 ] [ 119 ] |
| Sinéad Lynch Claire Lambe | dwójka podwójna wagi lekkiej | 7:10,91    | 2. S A/B   | BYE     | BYE     | —           | —           | 7:18,24  | 3. FA    | 7:13,09 | 6.      | 6.      | [ 120 ] [ 121 ] [ 122 ] |

### Żeglarstwo
Mężczyźni
| Zawodnik                  | Konkurencja | Wyścig | Wyścig | Wyścig | Wyścig | Wyścig | Wyścig | Wyścig | Wyścig | Wyścig | Wyścig | Wyścig | Wyścig | Wyścig | Punkty | Finałowa pozycja | Źródło                |
| Zawodnik                  | Konkurencja | 1      | 2      | 3      | 4      | 5      | 6      | 7      | 8      | 9      | 10     | 11     | 12     | M      | Punkty | Finałowa pozycja | Źródło                |
| ------------------------- | ----------- | ------ | ------ | ------ | ------ | ------ | ------ | ------ | ------ | ------ | ------ | ------ | ------ | ------ | ------ | ---------------- | --------------------- |
| Finn Lynch                | laser       | 14     | 27     | 15     | 39     | 18     | 27     | 33     | 30     | 40     | 47     | —      | —      | NQ     | 243    | 32.              | [ 5 ] [ 123 ] [ 124 ] |
| Matt McGovern Ryan Seaton | 49er        | 14     | 2      | 4      | 1      | 14     | 19     | 12     | 7      | 13     | 19     | 20     | 1      | 18     | 121    | 10.              | [ 5 ] [ 125 ] [ 126 ] |

Kobiety
| Zawodniczka                  | Konkurencja  | Wyścig | Wyścig | Wyścig | Wyścig | Wyścig | Wyścig | Wyścig | Wyścig | Wyścig | Wyścig | Wyścig | Wyścig | Wyścig | Punkty | Finałowa pozycja | Źródło                |
| Zawodniczka                  | Konkurencja  | 1      | 2      | 3      | 4      | 5      | 6      | 7      | 8      | 9      | 10     | 11     | 12     | M      | Punkty | Finałowa pozycja | Źródło                |
| ---------------------------- | ------------ | ------ | ------ | ------ | ------ | ------ | ------ | ------ | ------ | ------ | ------ | ------ | ------ | ------ | ------ | ---------------- | --------------------- |
| Annalise Murphy              | laser radial | 1      | 13     | 4      | 7      | 5      | 2      | 18     | 12     | 6      | 7      | —      | —      | 10     | 67     | 2.               | [ 5 ] [ 127 ] [ 128 ] |
| Andrea Brewster Saskia Tidey | 49erFX       | 8      | 3      | 6      | 18     | 13     | 14     | 19     | 6      | 18     | 8      | 13     | 12     | NQ     | 119    | 12.              | [ 5 ] [ 129 ] [ 130 ] |